# Insuficiència venosa
La insuficiència venosa és la incapacitat de les venes per realitzar l'adequat retorn de la sang al cor. Té com a agent etiopatogènic fonamental a la hipertensió venosa. Habitualment es tracta d'un procés crònic, anomenant-se insuficiència venosa crònica.

## Fisiopatologia
La insuficiència venosa es pot originar per la presència d'un o més dels següents factors:
- Obstrucció del flux venós (exemples: trombosi venosa, compressió extrínseca d'una vena)
- Reflux valvular (exemple: varius)
- Falla de bombes venoses (exemple: trastorns motors).

El diagnòstic i posterior tractament de cada un dels factors etiològics forma part de l'estratègia terapèutica del pacient.

## Epidemiologia
La insuficiència venosa és més freqüent a les dones i s'incrementa amb l'edat. Predomina en activitats laborals en què es roman contínuament dempeus (perruqueres, caixeres, etc) o assegut.

## Factors de risc
Els factors de risc per a la insuficiència venosa poden ser:
- Antecedents de trombosi venosa profunda a les cames
- Obesitat
- Embaràs
- Romandre assegut o dempeus per molt de temps
- Fonts de calor directa d'alta potència (braser, estufa, . . . )

## Símptomes
Els símptomes de la insuficiència venosa solen ser els següents:
- Dolor, cansament, pesadesa de cames
- Rampes
- Picor, cames inquietes
- Varius
- inflor

## Quadre clínic
Les telangiectàsies són les lesions cutànies superficials inicials. Si progressa la malaltia apareixen les varius, edemes a les cames i lesions tròfiques cutànies. Les principals complicacions són la trombosi venosa profunda i les úlceres varicoses.

## Tractament
El diagnòstic i el posterior tractament de cadascun dels factors etiològics forma part de l'estratègia terapèutica del pacient. Ja que s'han de fer estudis no invasius de les venes de les cames per avaluar el funcionament de les vàlvules (ultrasò doppler). En els casos en què hi hagi trombosi venosa profunda, cal utilitzar anticoagulants. Si el sistema superficial està incompetent, no funcionen les vàlvules de la vena safena i per a aquest cal un tractament endovascular o quirúrgic, al qual s'ha d'acudir amb un Cirurgià Vascular.
No hi ha cap medicament que faci desaparèixer les varius o esborri les aranyes vasculars. Els fàrmacs antivaricosos (pastilles, pomades o gel) fonamentalment controlen els símptomes produïts per les varius, és a dir, el dolor, la pesadesa i les rampes, principalment.
La forma més comuna de tractament conservador el constitueix l'ús de mitges medicinals de compressió graduada (apreten més al turmell que a nivell del genoll o la cuixa), “munyint” la sang venosa de les cames cap al cor.